# Taeniolinum setosum
Taeniolinum setosum är en mångfotingart som beskrevs av Pocock 1893. Taeniolinum setosum ingår i släktet Taeniolinum och familjen Ballophilidae. Inga underarter finns listade i Catalogue of Life.